# مكون متمم 9
المكون المتمم 9، (بالإنجليزية: Complement component 9)‏، هو بروتين في جسم الإنسان يتم ترميزه بواسطة جين C9.
هذا البروتين يشارك في النظام التكاملي الوقائي للجهاز المناعي في جسم الإنسان، الذي يستخدم لتحطيم نوع من الخلايا الحاملة للفيروسات.
من خلال مشاركة كل من C5b,C6,C7,C8,C9 في تكوين معقد هجوم غشائي [الإنجليزية].
الأشخاص المصابين بنقص عنصر التكامل (9)، معرضين للإصابة، بأضرار الفيروسات البكتيرية أكثر من غيرهم.